# A Study in Terror (película)
Estudio de Terror (en inglés: A Study in Terror ; en francés: Sherlock Holmes contre Jack l'Éventreur) es una película británica realizada por James Hill y estrenada en 1965 en el Reino Unido. El actor John Neville allí encarna al personaje Sherlock Holmes, y por su parte Donald Houston es el Doctor Watson.
La película fue rodada en los Estudios Shepperton en Londres, aunque algunas escenas fueron hechas en Osterley House (también Londres).
El guion del film está inspirado en una historia escrita por Adrian Conan Doyle (hijo de Arthur Conan Doyle) que tiene por título «Fog». Se destaca que el propio Adrian Conan Doyle fue coproductor del film, en sociedad con Sir Nigel Films.

## Comentario
Corría el año 1888 en Londres. Sherlock Holmes decide entonces investigar varias muertes cometidas en la zona de Whitechapel por un criminal que se hace llamar Jack el Destripador. Así, dos fuertes personajes se enfrentan en la ficción, por un lado el mejor y más astuto de los detectives, y por otro lado un sanguinario y escurridizo asesino.
Este film combina todos los elementos apreciados por los admiradores del personaje Sherlock Holmes (emoción, suspenso, historia de misterio con buenos actores y con una buena trama). John Neville representa muy bien a un detective culto, lógico, astuto, y su hermano en la ficción, Robert Morley, añade una buena cuota de humor. A Study in Terror es recomendada para quienes gustan de las películas de suspenso y de misterio.

## Ficha técnica
|                        | Crédito                                 |
| ---------------------- | --------------------------------------- |
| Título original        | A Study in Terror                       |
| Título en francés      | Sherlock Holmes contre Jack l'Éventreur |
| Otro título francófono | Sherlock Holmes contre Jack the Ripper  |
| Realización            | James Hill                              |
| Guion                  | Donald Ford, Derek Ford                 |
| Montaje                | Henry Richardson                        |
| Fotografía             | Desmond Dickinson                       |
| Maquillaje             | Tom Smith                               |
| Producción             | Herman Cohen                            |
| Música                 | John Scott                              |
| País de origen         | Reino Unido                             |
| Lengua original        | inglés                                  |
| Formato                | Color - 1,85:1                          |
| Duración               | 95 minutos                              |
| Género                 | Drama policial                          |
| Fechas de estreno:     | Reino Unido: octubre de 1965            |
| Fechas de estreno:     | Estados Unidos: agosto de 1965          |

## Reparto
| Actor           | Personaje                         |
| --------------- | --------------------------------- |
| John Neville    | Sherlock Holmes                   |
| Donald Houston  | Dr. Watson                        |
| John Fraser     | Lord Carfax                       |
| Anthony Quayle  | Dr. Murray                        |
| Adrienne Corri  | Angela Osborne                    |
| Frank Finlay    | Inspector Lestrade                |
| Judi Dench      | Sally Young                       |
| Charles Régnier | Joseph Beck                       |
| Cecil Parker    | Primer ministro                   |
| Barry Jones     | Duque de Shires                   |
| Robert Morley   | Mycroft Holmes                    |
| Dudley Forster  | Secretario de Estado del Interior |
| Kay Walsh       | Cathy Eddowes                     |

## Alusiones al canon holmesiano
- Uno de los personajes del film tiene por apellido « Carfax », en referencia obviamente a la novela corta The Disappearance of Lady Frances Carfax.
- Cuando Mycroft Holmes llega al 221B de Baker Street, entabla con su hermano Sherlock Holmes una conversación que se basa en The Adventure of the Greek Interpreter, en relación con otro caso en el cual un tal Adams era el culpable.

## Relación con el casoJack the Ripper
El film utiliza varios elementos directamente basados en el caso de Jack el destripador del año 1888. En efecto, el nombre de las víctimas en líneas generales fue respetado: Polly Nichols, Annie Chapman, Elizabeth Stride, Catherine Eddowes, y también Mary Jane Kelly. En los primeros instantes del film, otro crimen es mencionado antes de que se produjera el de Polly Nichols, aunque el nombre de la víctima no fue revelado. Bien podría pues suponerse que se trataba de Martha Tabram, respecto de la cual un debate subsiste aún hoy día en relación con la posibilidad de que esta prostituta también hubiese sido asesinada por la misma persona que las otras cinco mujeres antes citadas.
De todas formas, esta película también contiene varias deformaciones de la verdad histórica del caso. En el film, las muertes son cometidas en fechas muy próximas unas de otras (un intervalo de tres días es evocado entre las muertes de Nichols y de Chapman, a pesar de que en realidad este intervalo fue de ocho días). Véase que en el caso verdadero, más de dos meses pasaron entre la muerte de Nichols y la de Mary Jane Kelly, lo que contradice la historia fílmica. Pero además de estas discrepancias en las fechas, los detalles de algunos asesinatos no se corresponden exactamente con la realidad de los hechos históricos. Por ejemplo, el cuchillo del homicida en el film es encontrado en la garganta de la primera víctima (mientras que el verdadero asesino jamás dejó abandonado su cuchillo). Por su parte, en la ficción Polly Nichols fue asesinada después de haber sido sumergida en una cubeta de agua para así ahogar sus gritos (lo que tampoco fue el caso), y además, cuando Holmes va a la morgue, encuentra la cabeza de Stride casi enteramente separada de su cuerpo, mientras que en el caso verdadero, el corte sufrido por esta víctima fue en realidad poco profundo, al punto tal que ciertos «ripperólogos» piensan que el asesino en esa situación fue «molestado o interrumpido» por algo o por alguien, obligándolo entonces a huir antes de haber «terminado» la faena que tenía proyectado hacer.
En fin, en el curso de la intriga, el inspector Lestrade confía a Holmes la carta «Dear Boss», cuyo autor afirma ser Jack el Destripador. Y aunque los ripperólogos en general consideran en realidad que esta carta era un canular (una broma o un despiste o en algún momento una maniobra de promoción de la prensa), en el film contrariamente, Holmes inmediatamente es persuadido que esa carta era efectivamente del asesino, e insiste para que sea publicada en la prensa, por si entonces alguien pudiera reconocer esa escritura.

## Novelización
En 1967, la trama del film fue adaptada a novela por Ellery Queen.